# Kloster Eldena (Vorpommern)
Das Kloster Eldena oder Kloster Hilda (lateinisch Abbatia Hilda) ist eine ehemalige Zisterzienserabtei im Greifswalder Ortsteil Eldena. Das Kloster ist nur als Ruine erhalten, die durch den Maler Caspar David Friedrich überregionale Bekanntheit erlangte.

## Geschichte

### Vorgeschichte
Im zwölften Jahrhundert befand sich die südlich von Rügen gelegene Ostseeküste im Einflussbereich des auf Rügen ansässigen Fürstentums der Ranen, das seit 1168/69 unter der Oberhoheit der Dänen stand. Unter dieser Konstellation gelang es dem auf der dänischen Insel Seeland beheimateten Zisterzienser-Kloster Esrom, 1172 im westlich von Demmin gelegenen Dargun ein Tochterkloster zu gründen. Da dieses bereits 1198 infolge kriegerischer Auseinandersetzungen zwischen Dänemark und Brandenburg zerstört wurde, bot der Rügenfürst Jaromar I., dessen Frau eine Tochter des dänischen Königs Knut V. war, den dänischen Zisterziensermönchen an, sich an der Mündung des Hildaflusses (des später Ryck genannten Flusses) anzusiedeln (der Ryck floss vor seiner Nordverlegung direkt nördlich des Klosters in die Dänische Wiek).

### Gründung und Name
Da sich in der Nähe eine einträgliche Salzpfannenstelle befand, nahmen die Mönche das Angebot an und gründeten 1199 das Kloster Hilda, das Papst Innozenz III. 1204 offiziell bestätigte. Das Kloster wurde von den Rügenfürsten mit umfangreichen Ländereien auf Rügen (Mönchgut) sowie im Grenzgebiet zwischen den rügenschen Ländern Gristow und Wostrose (Wusterhusen), dem zwischen Rügen und Mecklenburg umstrittenen Land Lositz (Loitz) und der pommerschen Grafschaft Gützkow ausgestattet. Die Besitzungen des Klosters waren aber wegen der oftmals nicht eindeutigen Herrschaftsverhältnisse umstritten. So wurde etwa die Grundbesitzschenkung Jaromar I. von 1207, mit der dieser dem Kloster die Hälfte des Waldes zwischen Eldena und Gützkow übertrug, 1208 von Pommernherzog Kasimir II., 1216 von König Waldemar II. von Dänemark, 1218 von Pommernherzog Bogislaw II. und 1221 vom Rügenfürsten Barnuta bestätigt.
Die Bezeichnung Hilda für den heute Ryck genannten Fluss ist zwar urkundlich erstmals aus dem Jahr 1241 bezeugt („Hildam fluvium“) und damit 42 Jahre später als der urkundliche Nachweis für den entsprechenden Namen des Klosters. Gleichwohl gehen Historiker davon aus, dass das Kloster nach dem Fluss benannt wurde und nicht umgekehrt. Die Bezeichnung Eldena für das Kloster ist dann erstmals 1347 nachgewiesen. Hiernach ist auch die seit 1939 als Stadtteil zu Greifswald gehörende Ortschaft Eldena benannt, in der sich die Klosterruinen befinden. Neben der Gründungsbezeichnung Hilda und dem endgültigen Namen Eldena sind weitere Namen bezeugt: So wird der Name des Klosters in einer Urkunde von 1204 als „Hilda oder Ilda“ angegeben; überliefert ist ferner Hylda (1220), später zwischenzeitlich auch Eldenow (1621).

Kloster Eldena am Ryck um 1350 (Rekonstruktion von Theodor Pyl, 1881)

### Entstehung und Verselbstständigung Greifswalds im 13.Jahrhundert

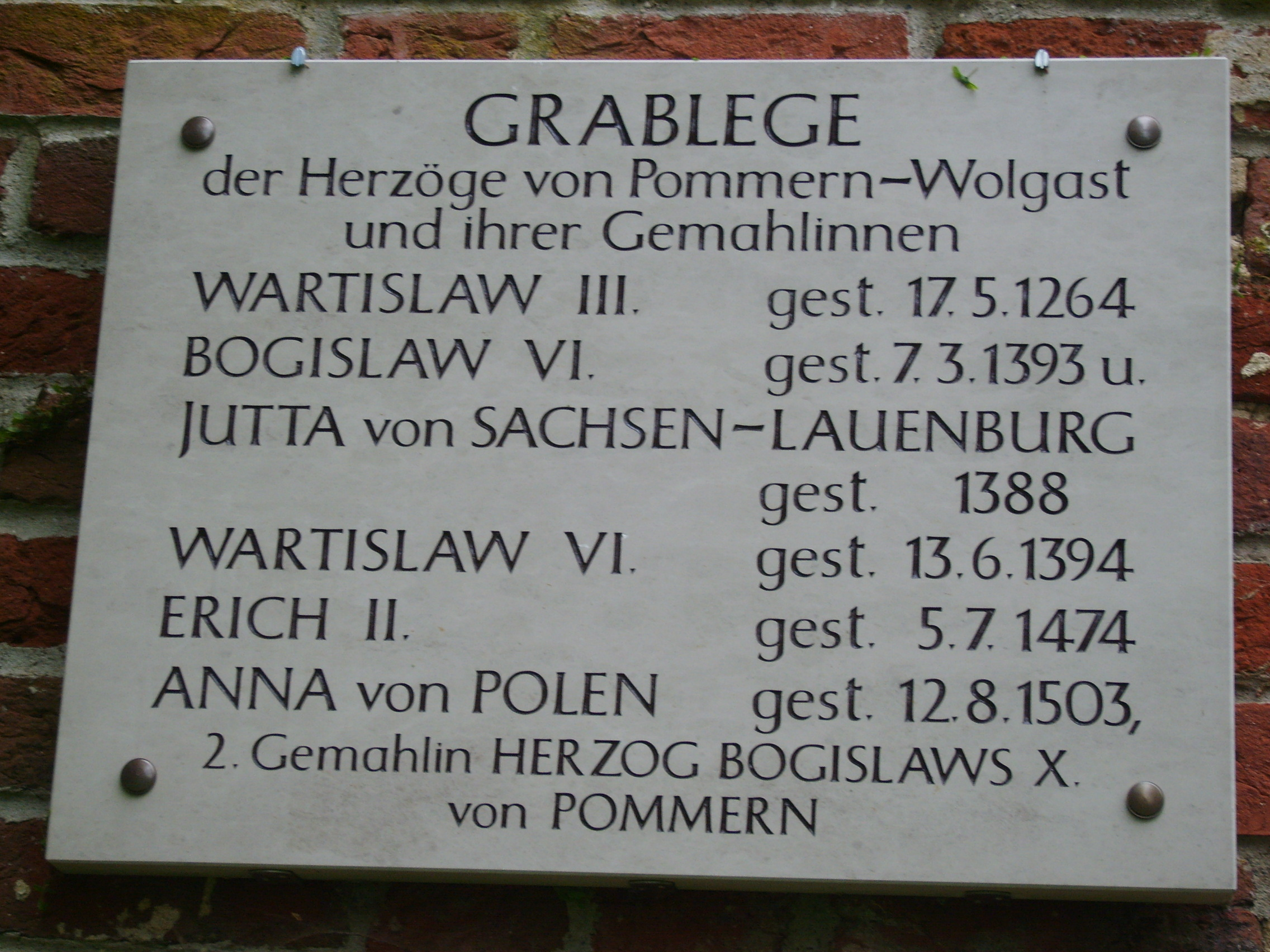
Tafel der Beisetzungen der Herzogsfamilie im Kloster Eldena

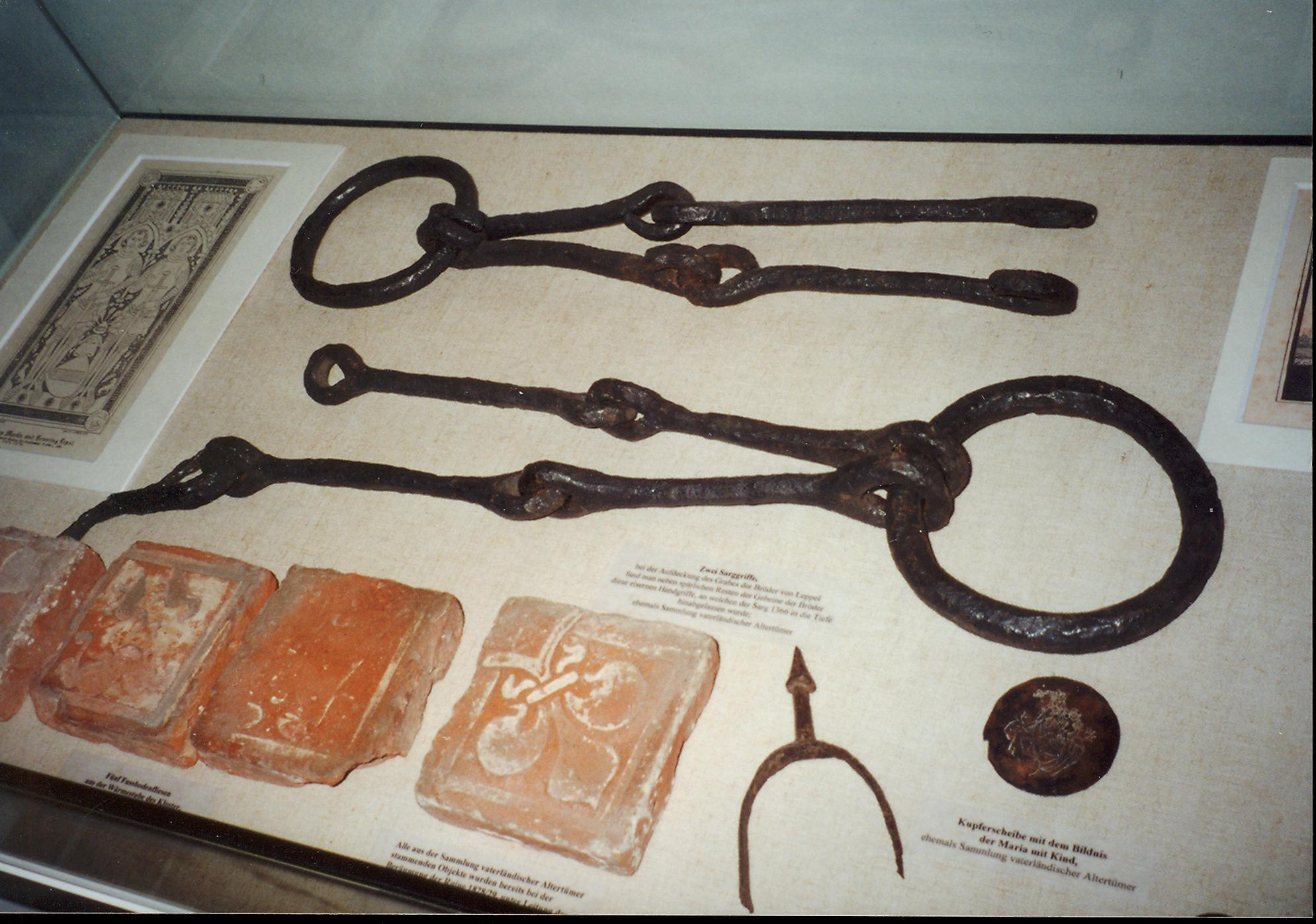
Grabungsfunde Kloster Eldena 1996: Sarggriffe der Gebrüder Lepel

Vom Kloster Eldena ging auch die Ansiedlung der späteren Stadt Greifswald aus. Greifswald war in der ersten Hälfte des 13. Jahrhunderts als Siedlung von vermutlich Salinearbeitern an der Kreuzung zweier alter Handelswege gegenüber der Saline entstanden; der ursprüngliche Name dieser Siedlung ist nicht überliefert. 1241 bekam das Kloster sowohl vom Rügenfürsten Wizlaw I., als auch vom Pommernherzog Wartislaw III. durch je eine Urkunde das Marktrecht verliehen. 1249 konnte Herzog Wartislaw III. das Kloster dazu bringen, ihm die Marktsiedlung Greifswald zu Lehen zu geben. In einer Urkunde von 1249 wurde dem Kloster aber zumindest das Weiterbestehen des Patronats über die damaligen Greifswalder Kirchen (Nikolaikirche und Marienkirche) bestätigt. Schon im darauffolgenden Jahr verlieh Wartislaw III. der Marktsiedlung das Lübische Stadtrecht, womit Greifswald fortan auch gegenüber den pommerschen Herzögen sehr viel unabhängiger war.

### Entwicklung bis zum 16. Jahrhundert
Die Errichtung der Klostergebäude zog sich über vier Jahrhunderte hin. Um 1200 hatte man mit den Ostteilen der Klosterkirche begonnen, mit dem Bau des Klausurgebäudes war man von der Mitte des 13. Jahrhunderts bis in das 14. Jahrhundert hinein beschäftigt, ehe zum Anfang des 15. Jahrhunderts mit der Fertigstellung der Westfassade der Klosterkirche und des Langhauses der Klosterbau im Wesentlichen abgeschlossen war.
Das Kloster hatte großen Anteil an der Christianisierung Vorpommerns. Neben den Grablegen der Äbte und Priore waren im Kloster auch mehrere der Herzöge von Pommern und deren Frauen. Auch die Beisetzungen von Adligen, wie der Grafen von Gützkow oder der Gebrüder Lepel (Grabplatte von 1386/1388) sind belegt. Von letzteren haben sich bei früheren Grabungen gefundene Sarggriffe in der Sammlung vaterländischer Altertümer erhalten. Die aus dem Kreuzgang stammenden Grabplatten wurden in der Neuzeit zur Sicherung in die Mauerreste eingelassen.

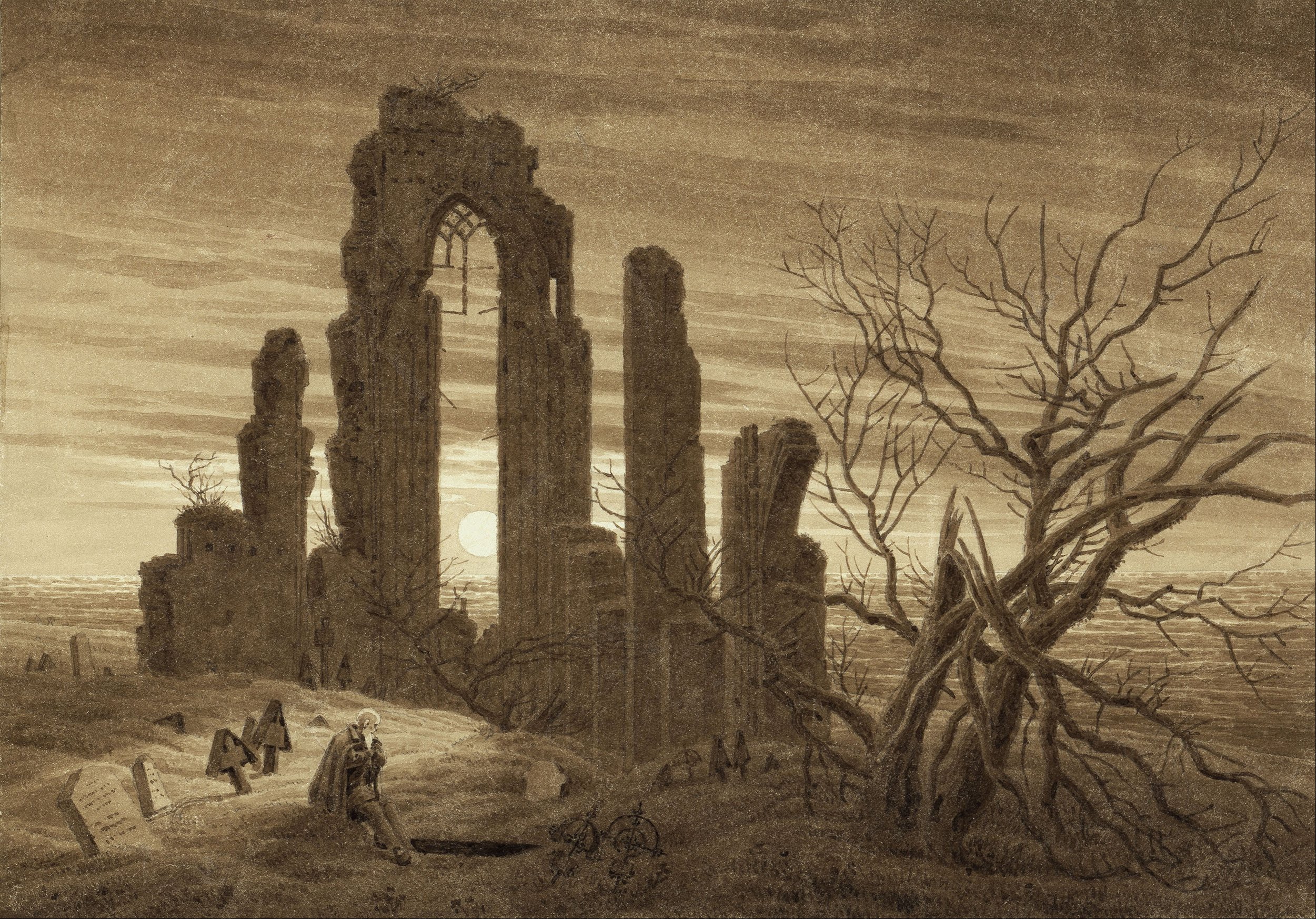
Schon 1803 hatte Friedrich die Ruine in einer frühen Version seines Jahreszeitenzyklus für das Winter-Bild verwendet (Kupferstichkabinett, Berlin).

### Reformation und Säkularisation

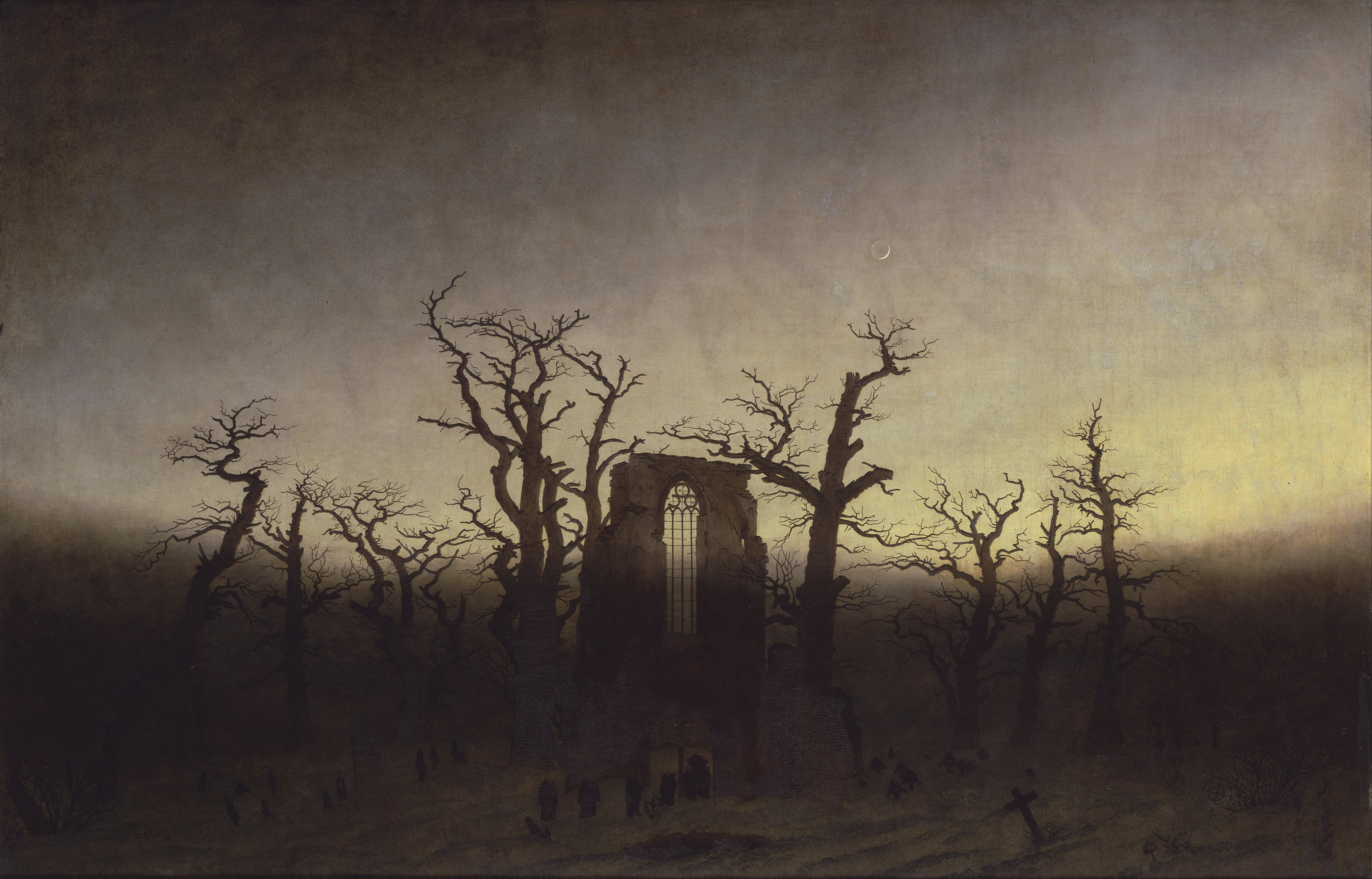
Caspar David Friedrich: Abtei im Eichwald, um 1809 (Alte Nationalgalerie, Berlin)

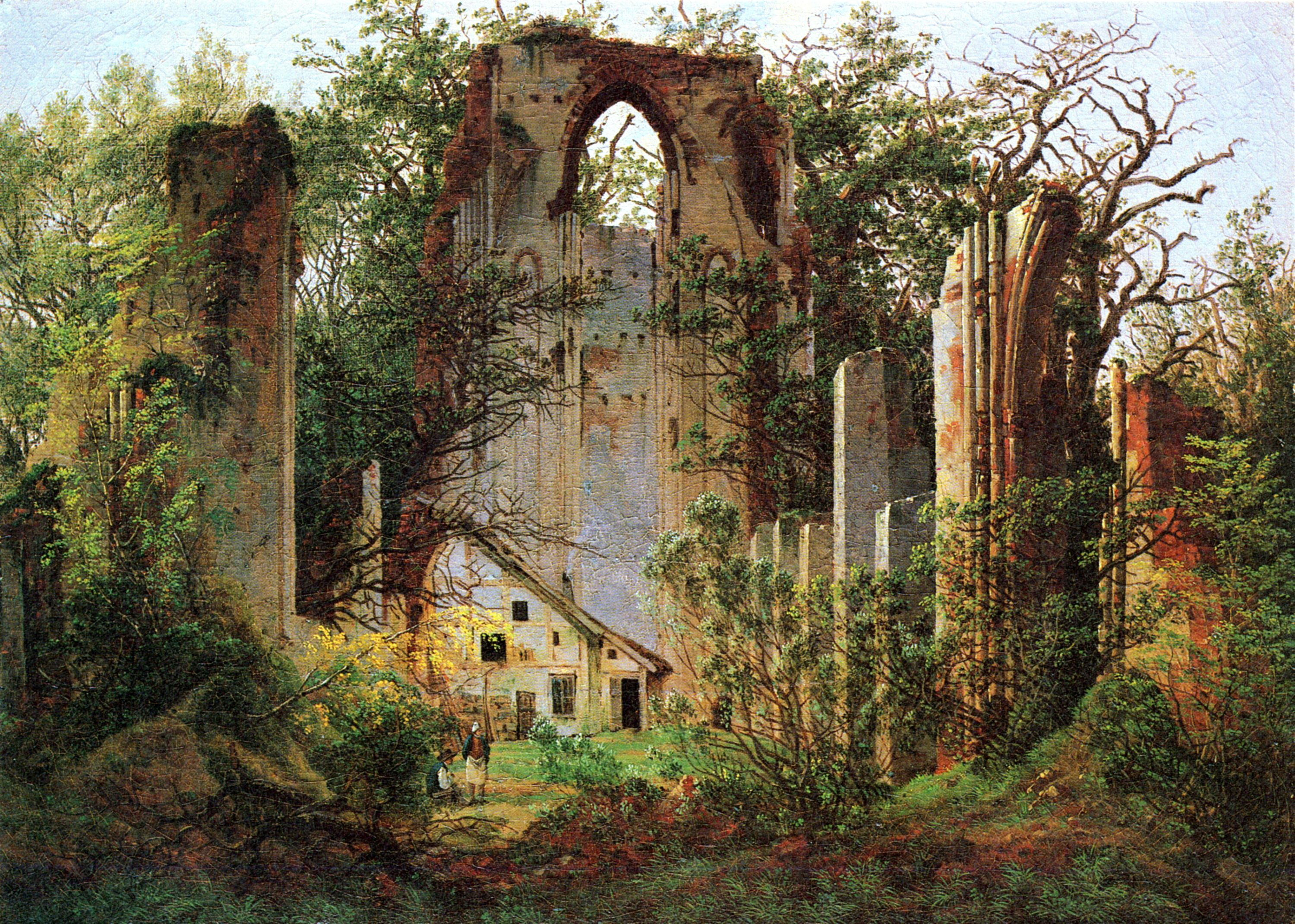
Caspar David Friedrich: Klosterruine Eldena, um 1825 (Alte Nationalgalerie, Berlin)

Lithographie der Klosterruine aus der Zeit vor 1846

1534 entschlossen sich die Herzöge Barnim XI. und Philipp I. von Pommern auf dem Landtag zu Treptow an der Rega, die Reformation in Pommern endgültig anzuerkennen, eine Kirchenordnung durch Johannes Bugenhagen einzuführen und die pommerschen Klöster zum Teil in protestantische Stätten umzuwandeln und zum Teil ganz aufzuheben, also zu säkularisieren. Im Jahr 1535 wurde dann auch das Kloster Eldena säkularisiert und das klösterliche Gebiet in ein herzögliches Amt (Fürstliches Amt Eldena) umgewandelt. Herzog Philipp I. übernahm das Kloster samt seinen Ländereien und wandelte es in einen Gutshof um. Der letzte Abt Enwald Schinkel und der letzte Prior Michael Knabe konnten noch bis zu ihrem Lebensende im Kloster wohnen bleiben und erhielten eine Pension.

### Verfall im Dreißigjährigen Krieg und in der Schwedenzeit
Während des Dreißigjährigen Krieges (1618 bis 1648) wurde das ehemalige Kloster stark beschädigt. 1634 ging es inklusive des größten Teils der ehemaligen Klostergüter in einem Umfang von 14.400 ha durch Schenkung des letzten Pommernherzogs, Bogislaw XIV., in das Eigentum der Universität Greifswald über. Während der schwedischen Besetzung Vorpommerns (1648 bis 1815) verfielen die Gebäude. Außerdem dienten die baulichen Reste des Klosters im 17. Jahrhundert als Steinbruch für den Bau und die Ausbesserung der Befestigungsanlagen in und um den historischen Stadtkern Greifswalds. Im Jahr 1728 beteiligte sich sogar die Universität am Abbruch der Klostergebäude, um mit dem so gewonnenen Baumaterial Amtsgebäude errichten zu können.
So fand Anfang des 19. Jahrhunderts der romantische Maler Caspar David Friedrich das Kloster nur noch als Ruine vor, die er zum Motiv für mehrere seiner Werke machte.

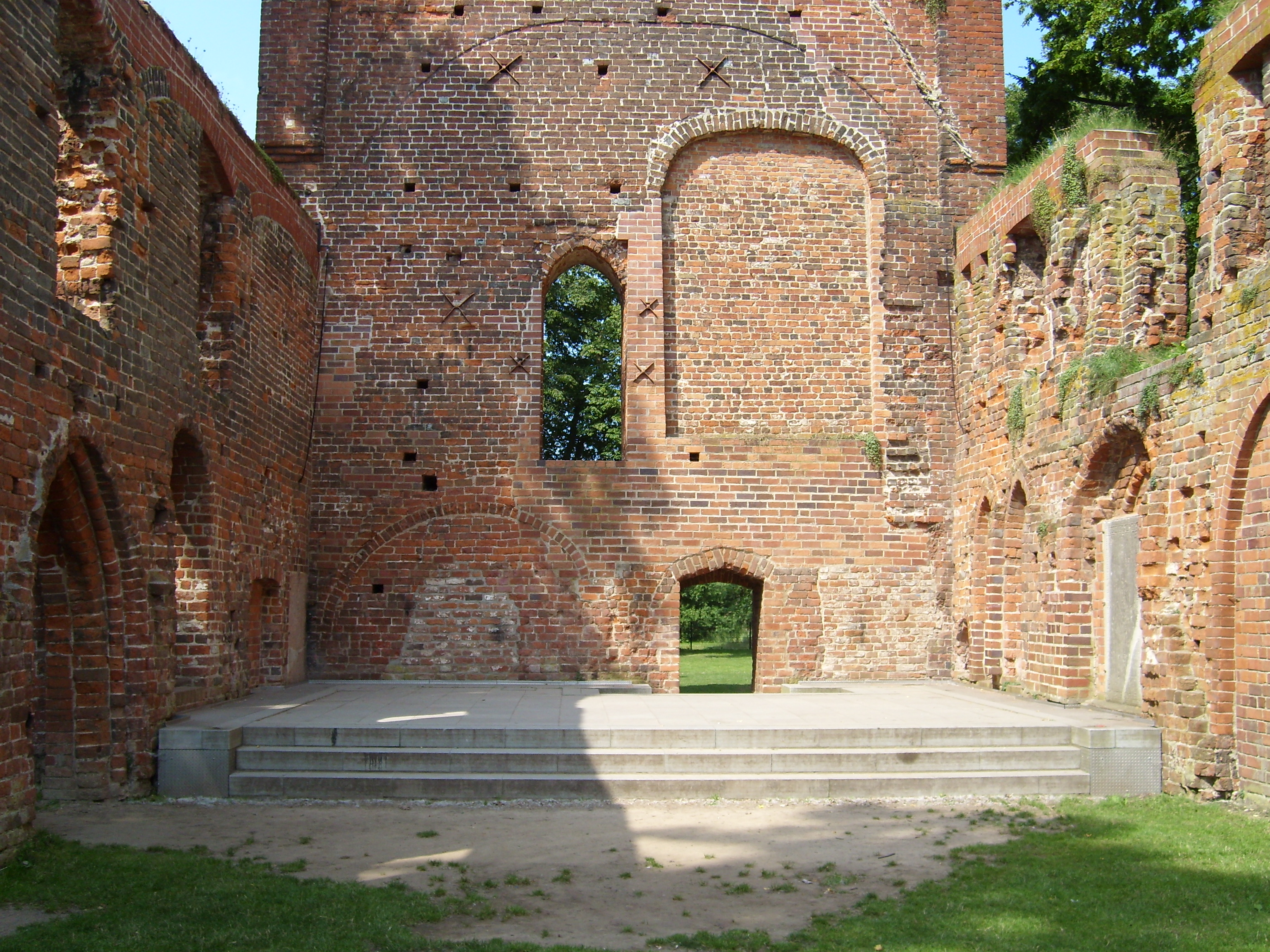
Klosterruine mit 1968 eingebauter Freilichtbühne

### Restaurierung und wissenschaftliche Grabungen
Durch die Bilder Caspar David Friedrichs wieder in den Mittelpunkt des öffentlichen Interesses gerückt, begannen 1828 unter der Leitung des Universitätspräparators Schilling erste Ausgrabungsarbeiten, und nach Plänen des preußischen Gartengestalters Peter Joseph Lenné wurde auf dem Klostergelände ein Park angelegt. In den Jahren 1926/27 führte Hans Kloer weitere wissenschaftliche Grabungen durch, um den ursprünglichen Zustand und die Lage der Klostergebäude rekonstruieren zu können.
In der DDR-Zeit erfolgten in den 1960er Jahren Sanierungsmaßnahmen. 1968 wurde eine Freilichtbühne eingebaut, seitdem wird das Klostergelände für kulturelle Veranstaltungen genutzt.
Nach der Wende veranlassten das neu gebildete Landesamt Kultur und für Denkmalpflege und die Stadt Greifswald zwischen 1995 und 1997 weitere Ausgrabungen und Untersuchungen sowie Sicherungs- und Sanierungsarbeiten, die schließlich zur Errichtung einer Kulturstätte der Euroregion Pomerania führten.

## Erhaltene Bauten

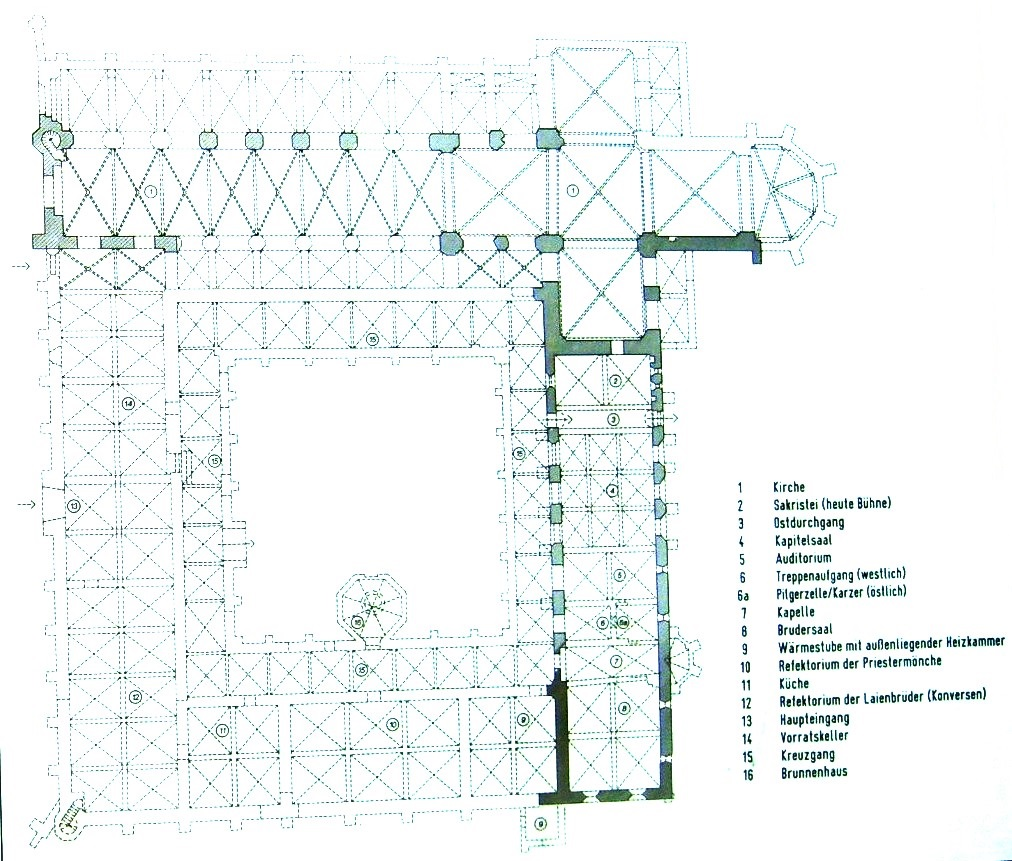
Grundriss des Klosters Eldena (dunkel = erhaltene Teile)

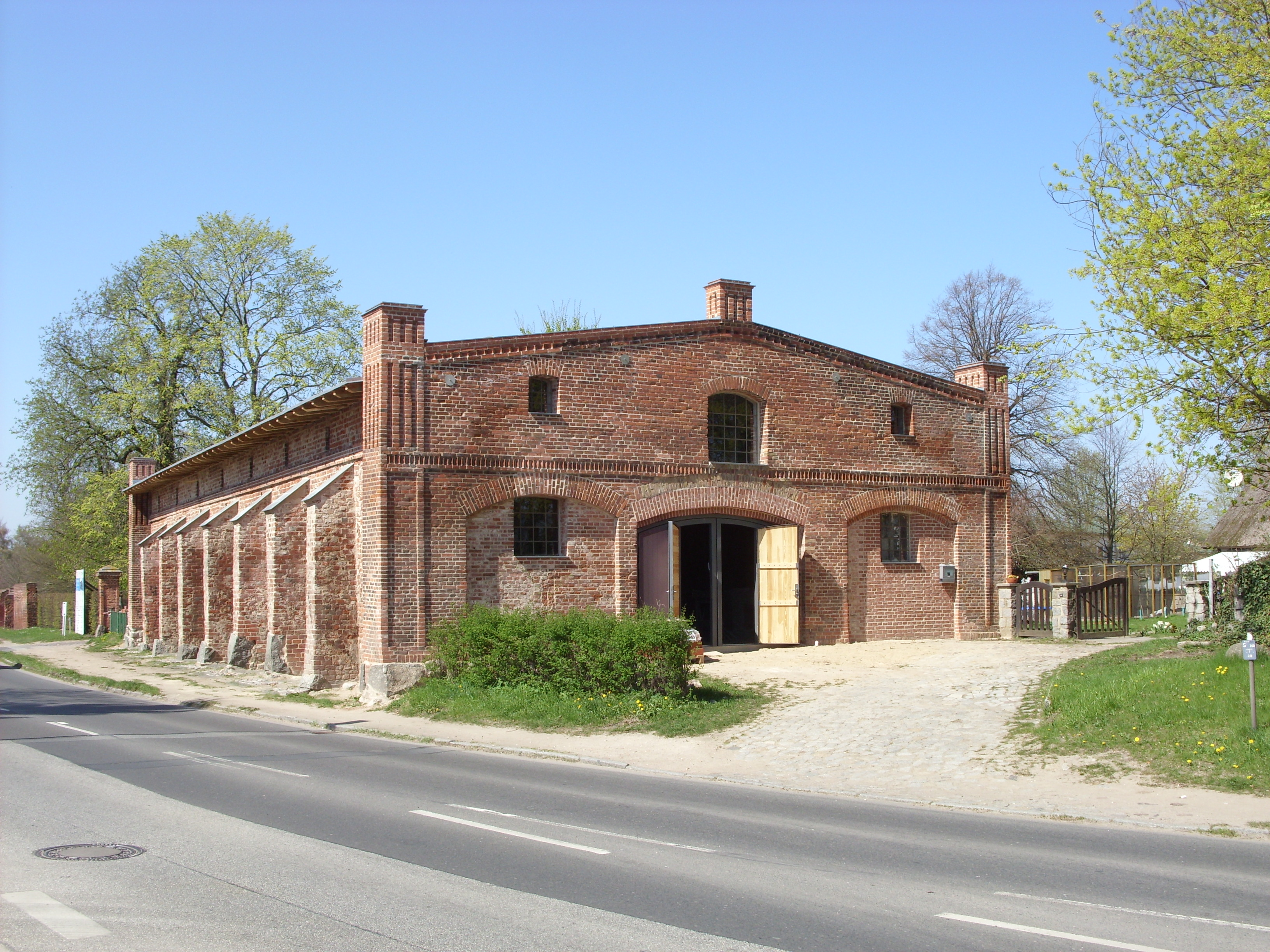
Klosterscheune, ganz links sind Teile der Klostermauer zu erkennen.

Als Ruinen sind u. a. Teile des Kirchenschiffes und der Konventsgebäude erhalten, in denen sich seit 1968 eine Freilichtbühne befindet.
Zu den einstigen Bauten des Klosters zählt auch der am Boddenweg gelegene Bierkeller Eldena. Ursprünglich von den Mönchen betrieben, gehörte die Brauerei nach der Säkularisation zunächst zum herzöglichen Amtshof Eldena. 1837 fiel die mittlerweile durch Schenkung (s. o.) in das Eigentum der Universität Greifswald übergegangene und verpachtete Gutsbrauerei einem großen Ortsbrand zum Opfer, wurde aber noch im selben Jahr wieder aufgebaut. Im Juni 1877 pachtete Konrad Becker die Universitätsgüter Eldena und Koitenhagen und damit auch die Brauerei, die er sogleich erheblich vergrößerte. 1932 musste die Brauerei jedoch ihren Betrieb einstellen, da sie dem Konkurrenzkampf mit der Hinrichsschen Brauerei in Greifswald nicht mehr gewachsen war.
Der Bierkeller wird heute von prioritären Fledermausarten als Winterquartier genutzt und untersteht daher naturschutzrechtlichem Schutz.
Auf einem im Zugangsbereich des Gartens platzierten Grundriss der Klosteranlage (siehe nebenstehendes Bild) sind folgende Bauwerksteile in Resten dargestellt und genannt: das Kirchengebäude, die Sakristei, der Kapitelsaal, eine Pilgerzelle/Karzer, eine Kapelle, der Brudersaal, eine Wärmestube, zwei Refektorien, der Vorratskeller, der Kreuzgang und ein Brunnenhaus.
Des Weiteren gehören eine aus dem 14. Jahrhundert stammende Klosterscheune und die aus der gleichen Zeit stammende ehemalige Klostermauer zur Klosteranlage. Die Überreste der beiden Bauwerke befinden sich an der Wolgaster Landstraße. Sowohl Klosterscheune als auch Klostermauer bestehen aus Backstein und werden von kräftigen Strebepfeilern gestützt. Die schmalen Fensterluken stammen aller Wahrscheinlichkeit nach aus nachmittelalterlicher Zeit.
Am Bauwerk führt die Route der Norddeutschen Romantik vorbei. Der 54 km lange Lehrpfad verbindet von Greifswald bis nach Wolgast insgesamt zehn Lebens- und Motivstationen frühromantischer Maler der Region.

## Bibliothek
Die Bibliothek des Klosters, darunter Werke aus der Bibliothek des Greifswalder Professors Enwaldus Klene, kam 1535 an die St.-Petri-Kirche (Wolgast). Diesem Bestand lassen sich heute noch 68 Bände zuordnen. Die St.-Petri-Bibliothek wiederum gelangte 1829 in die Universitätsbibliothek Greifswald. Von den 1829 übernommenen 938 Bänden sind nach Verlusten durch Auslagerungen im Zweiten Weltkrieg noch 554 Bände vorhanden.

## Die Äbte und Prioren des Klosters Eldena

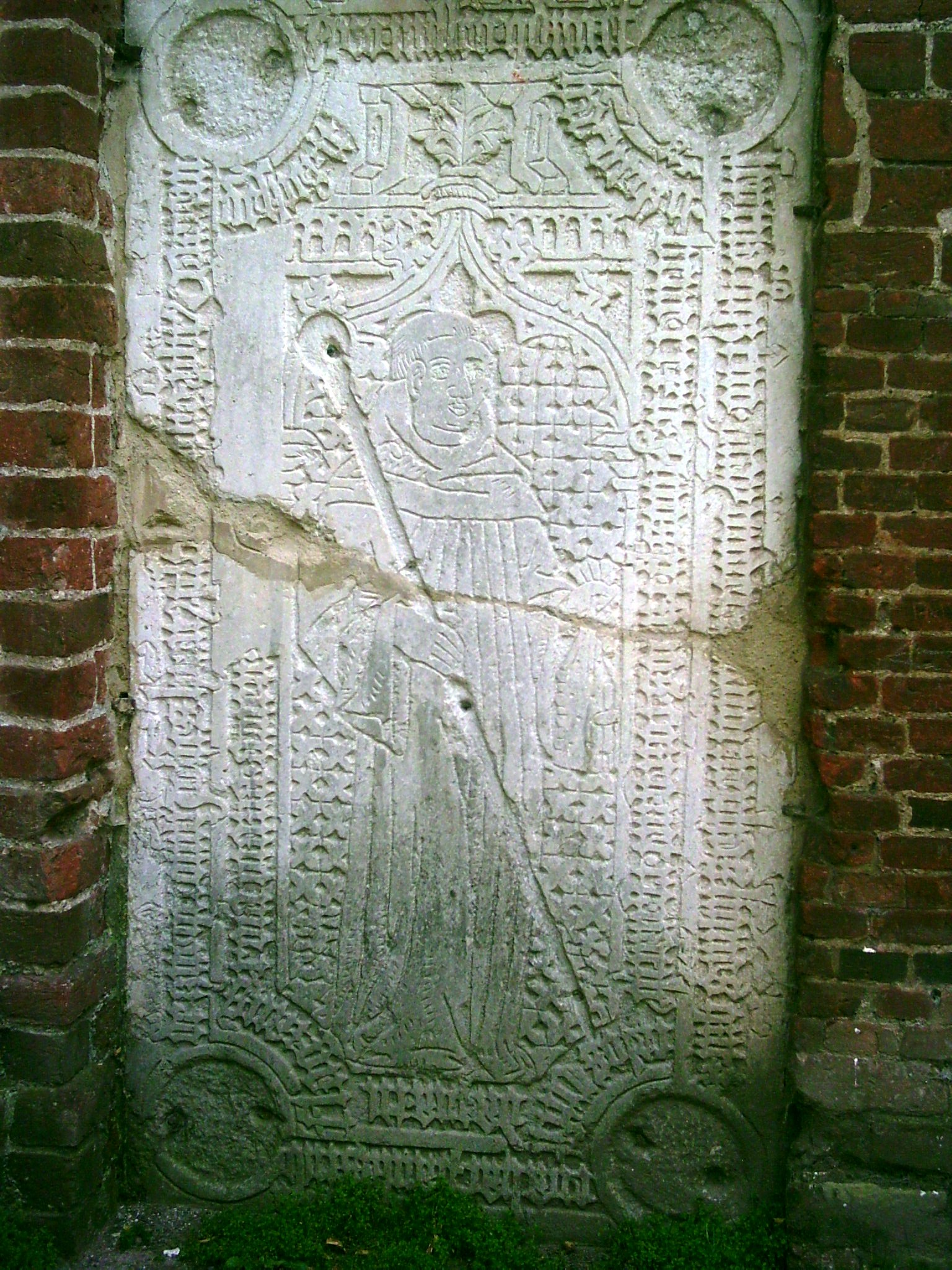
Grabplatte von Abt Johannes VII. († 11. Mai 1473)

| Äbte                      | Äbte                  |
| Name                      | Jahre                 |
| ------------------------- | --------------------- |
| Liwinus (Levin)           | 1193–1207             |
| Sueno (Swen) I.           | 1207–1215             |
| Johannes I.               | 1234–1241             |
| Andreas                   | 1241                  |
| Sueno (Swen) II.          | 1249–1254             |
| Christian                 | 1256                  |
| Reginar                   | 1265                  |
| Rudolf                    | 1270–1274             |
| Johannes II.              | 1275–1290             |
| Hermann I.                | 1293                  |
| Nikolaus I. Witte         | 1294–1295             |
| Heinrich I.               | 1297–1303             |
| Jakob Stumpel             | 1304–1306             |
| Heinrich II.              | 1306–1309             |
| Robert                    | 1319                  |
| Johannes III. von Hagen   | um 1325               |
| Arnold von Lübeck         | 1329                  |
| Gerhard I.                | 1335                  |
| Heinrich III.             | 1337                  |
| Gerhard II.               | 1341                  |
| Martin                    | 1347–1367             |
| Johannes IV. Rotermund    | 1369                  |
| Johannes V.               | 1369–1388             |
| Johannes VI.              | 1392–1415             |
| Nikolaus II.              | 1415–1434             |
| Hartwig                   | 1436–1447             |
| Eberhard                  | 1448–1452             |
| Sabellus Crugher (Krüger) | 1455–1456 (abgesetzt) |
| Theoderich                | 1456–1458             |
| Hermann II.               | 1459–1470             |
| Johannes VII.             | 1470–1473             |
| Nikolaus III.             | 1473–1486             |
| Gregor Groper             | 1486–1490 (abgesetzt) |
| Lambert von Werle         | 1490–1499             |
| Matthias                  | 1499–1510             |
| Enwald Schinkel           | 1510–1535             |
| Quelle: Lutz Mohr, 1979.  |                       |

| Prioren                  | Prioren   |
| Name                     | Jahre     |
| ------------------------ | --------- |
| Sueno                    | 1207–1215 |
| Rudolf                   | 1266–1274 |
| Hyldolphus               | 1280      |
| Gerhard                  | 1280      |
| Heinrich                 | 1294–1297 |
| Hermann                  | 1300–1309 |
| Friedrich                | 1319      |
| Johannes                 | 1329      |
| Heinrich                 | 1336–1337 |
| Martin                   | 1341–1347 |
| Dytbernus                | 1347      |
| Jakob                    | 1357      |
| Johannes                 | 1365–1369 |
| Petrus                   | 1382–1383 |
| Wilhelm                  | 1394      |
| Johannes                 | 1443      |
| Marquardt                | 1452–1460 |
| Ghert Krat               | 1477      |
| Michael Sasse            | 1490–1494 |
| Christian Schulteke      | 1516–1520 |
| Michael Knabe            | 1524–1547 |
| Quelle: Lutz Mohr, 1979. |           |

### Ältere Darstellungen
- Wilhelm Wiesener:  Die Geschichte der christlichen Kirche in Pommern zur Wendenzeit. Wiegandt & Grieben, Berlin 1889 (Google-Buch)
- Julius Heinrich Biesner: Geschichte von Pommern und Rügen nebst angehängter Specialgeschichte des Klosters Eldena. Koch, Greifswald 1839 (552 Seiten), S. 399 ff.; Textarchiv – Internet Archive.
- Theodor Pyl: Geschichte des Cistertienserklosters Eldena im Zusammenhange mit der Stadt und Universität Greifswald. 1. und 2. Teil und Nachtrag in 2 Bänden. Bindewald, Greifswald 1880–1883.
- Martin Zeiller: Eldenau. In: Matthäus Merian (Hrsg.): Topographia Electoratus Brandenburgici et Ducatus Pomeraniae (= Topographia Germaniae. Band 13). 1. Auflage. Matthaeus Merians Erben, Frankfurt am Main 1652, S. 53 (Volltext [Wikisource]).

### Neuere Darstellungen
- Horst Wernicke (Hrsg.): Greifswald. Geschichte der Stadt. Schwerin 2000. ISBN 3-931185-56-7
 Darin:
  - Günter Mangelsdorf: Zur Ur- und Frühgeschichte des Greifswalder Gebietes, zu den Anfängen des Klosters Eldena und der Stadt Greifswald im 12./13. Jahrhundert. S. 24–26.
  - Norbert Buske: Hinweise auf die Kirchengeschichte Greifswalds von der Gründung der Stadt bis in die Zeit der beiden Weltkriege. S. 161–163.
- Günter Mangelsdorf: Kloster Eldena bei Greifswald und der Beginn des deutsch-slawischen Landesausbaues in Vorpommern. In: Christian Lübke (Hrsg.): Struktur und Wandel im Früh- und Hochmittelalter. Eine Bestandsaufnahme aktueller Forschungen zur Germania Slavica (=Forschungen zur Geschichte und Kultur des östlichen Mitteleuropa, Band 5), Stuttgart 1998, S. 301–311.
- Nicole Kiesewetter, Tobias Kunz, Felix Schönrock: Ein interdisziplinäres Forschungsprojekt zum Kloster Eldena. In: Oliver H. Schmidt, Heike Frenzel, Dieter Pötschke (Hrsg.): Spiritualität und Herrschaft (= Studien zur Geschichte, Kunst und Kultur der Zisterzienser. Band 5). Berlin, S. 206–222.
- Lutz Mohr: Greifswald-Eldena und das Kloster Hilda. Ein Streifzug und Wegweiser durch die Greifswalder Ortsteile Eldena und Friedrichshagen in Vergangenheit und Gegenwart. In: Neue Greifswalder Museumshefte (NGM), Nr. 1, Greifswald 1977,  2. erw. Auflage 1979.
- Gerd Baier, Horst Ende, Renate Krüger: Die Denkmale des Kreises Greifswald. Leipzig 1973, S. 135–146.